# Saison 5 de S.W.A.T.
 (février 2021).
Si vous disposez d'ouvrages ou d'articles de référence ou si vous connaissez des sites web de qualité traitant du thème abordé ici, merci de compléter l'article en donnant les références utiles à sa vérifiabilité et en les liant à la section « Notes et références ».
Chronologie
Saison 4 Saison 6
Cet article présente le guide des épisodes de la cinquième saison de la série télévisée américaine S.W.A.T.

## Généralités
- Aux États-Unis, cette cinquième saison a été diffusée du 1er octobre 2021 au 22 mai 2022 sur le réseau CBS.
- En Europe, cette cinquième saison est diffusée en version française du 8 février 2022 au 14 février 2023 sur la chaîne TF1.

## Distribution
- Shemar Moore (VF : David Krüger) : Sergent Daniel « Hondo » Harrelson
- Alex Russell (VF : Franck Lorrain) : Jim Street
- Lina Esco (VF : Anne Tilloy) : Christina « Chris » Alonso
- Kenny Johnson (VF : Boris Rehlinger) : Dominique Luca
- Jay Harrington (VF : Stéphane Pouplard) : Sergent David « Deacon » Kay
- David Lim (VF : Alexandre Nguyen) : Victor Tan
- Patrick St. Esprit (VF : Guy Chapellier) : Commandant Robert Hicks

## Épisodes

### Épisode 1:Le Bon, les brutes et le truand
- États-Unis /  Canada : 1er octobre 2021 sur CBS / Global
- Belgique : 9 février 2022 sur RTL-TVI
- France : 8 février 2022 sur TF1

- États-Unis : 4,86 millions de téléspectateurs

### Épisode 2:Duel au sommet
- États-Unis /  Canada : 8 octobre 2021 sur CBS / Global
- Belgique : 9 février 2022 sur RTL-TVI
- France : 8 février 2022 sur TF1

- États-Unis : 4,94 millions de téléspectateurs

### Épisode 3:Le Nouveau David 20
- États-Unis /  Canada : 15 octobre 2021 sur CBS / Global
- Belgique : 16 février 2022 sur RTL-TVI
- France : 3 janvier 2023 sur TF1

- États-Unis : 4,84 millions de téléspectateurs

Lorsqu'une équipe de braqueurs braque la bibliothèque emblématique du centre-ville de Los Angeles, le S.W.A.T découvre que des dessins architecturaux volés pourraient constituer une menace majeure contre la ville.

### Épisode 4:Les Sentinelles
- États-Unis /  Canada : 22 octobre 2021 sur CBS / Global
- Belgique : 16 février 2022 sur RTL-TVI
- France : 3 janvier 2023 sur TF1

- États-Unis : 4,70 millions de téléspectateurs

Alors que l'équipe se précipite pour arrêter un groupe de voleurs armés violents, la recherche est compliquée par des civils utilisant une application de sécurité publique qui encourage l'autodéfense.

### Épisode 5:La Manière forte
- États-Unis /  Canada : 5 novembre 2021 sur CBS / Global
- Belgique : 23 février 2022 sur RTL-TVI
- France : 3 janvier 2023 sur TF1

- États-Unis : 4,93 millions de téléspectateurs

Lorsque l'équipe répond à un appel d'intrusion de domicile, elle découvre un complot meurtrier contre un célèbre quarterback de football professionnel.

### Épisode 6:Mensonge par ambition
- États-Unis /  Canada : 12 novembre 2021 sur CBS / Global
- Belgique : 23 février 2022 sur RTL-TVI
- France : 10 janvier 2023 sur TF1

- États-Unis : 4,84 millions de téléspectateurs

### Épisode 7:L'Homme de l'ombre
- États-Unis /  Canada : 3 décembre 2021 sur CBS / Global
- Belgique : 7 janvier 2023 sur Club RTL
- France : 10 janvier 2023 sur TF1

- États-Unis : 5,33 millions de téléspectateurs

Lorsqu'Hondo revient en tant que leader, l'équipe est bientôt entraînée dans une affaire dangereuse impliquant un important stock d'argent et la mafia russe.

### Épisode 8:La Mule
- États-Unis /  Canada : 10 décembre 2021 sur CBS / Global
- Belgique : 7 janvier 2023 sur Club RTL
- France : 10 janvier 2023 sur TF1

- États-Unis : 5,09 millions de téléspectateurs

### Épisode 9:Prime de risque
- États-Unis /  Canada : 2 janvier 2022 sur CBS / Global
- Belgique : 7 janvier 2023 sur Club RTL
- France : 17 janvier 2023 sur TF1

- États-Unis : 3,77 millions de téléspectateurs

### Épisode 10:Triple menace
- États-Unis /  Canada : 9 janvier 2022 sur CBS / Global
- Belgique : 14 janvier 2023 sur Club RTL
- France : 17 janvier 2023 sur TF1

- États-Unis : 3,73 millions de téléspectateurs

L'équipe du S.W.A.T s'associe à la DEA pour localiser les lanceurs de roquettes volés introduits en contrebande à Los Angeles, des armes de haute puissance dotées d'une nouvelle technologie capable de traverser des chars blindés.
De plus, un problème personnel survient pour Tan lorsqu'un collègue est blessé sur le terrain.

### Épisode 11:Hors ligne
- États-Unis /  Canada : 27 février 2022 sur CBS / Global
- Belgique : 14 janvier 2023 sur Club RTL
- France : 17 janvier 2023 sur TF1

- États-Unis : 3,83 millions de téléspectateurs

### Épisode 12:Une affaire trop personnelle
- États-Unis /  Canada : 6 mars 2022 sur CBS / Global
- Belgique : 14 janvier 2023 sur Club RTL
- France : 24 janvier 2023 sur TF1

- États-Unis : 4,00 millions de téléspectateurs

### Épisode 13:Rivalité explosive
- États-Unis /  Canada : 13 mars 2022 sur CBS / Global
- Belgique : 21 janvier 2023 sur Club RTL
- France : 24 janvier 2023 sur TF1

- États-Unis : 4,15 millions de téléspectateurs

Lorsqu'un détenu en phase terminale s'échappe d'un hôpital déterminé à régler de vieux comptes avant de mourir, le SWAT doit faire équipe avec un rival de longue date de Hicks pour protéger les cibles du fugitif.

### Épisode 14:Échec au roi
- États-Unis /  Canada : 20 mars 2022 sur CBS / Global
- Belgique : 21 janvier 2023 sur Club RTL
- France : 24 janvier 2023 sur TF1

- États-Unis : 3,94 millions de téléspectateurs

Lorsque l'équipe arrête un groupe de dangereux suspects de vol, Tan est confronté à une figure charnière de son passé.

### Épisode 15:Les Gentils ne gagnent pas toujours à la fin
- États-Unis /  Canada : 27 mars 2022 sur CBS / Global
- Belgique : 21 janvier 2023 sur Club RTL
- France : 31 janvier 2023 sur TF1

- États-Unis : 3,67 millions de téléspectateurs

Lorsque des employés de l'hôpital sont pris pour cible par un homme armé, l'équipe du SWAT se précipite pour retrouver un père en deuil dont le fils s'est vu refuser une greffe de rein.

### Épisode 16:L'Esprit d'équipe
- États-Unis /  Canada : 10 avril 2022 sur CBS / Global
- Belgique : 28 janvier 2023 sur Club RTL
- France : 31 janvier 2023 sur TF1

- États-Unis : 3,95 millions de téléspectateurs

### Épisode 17:Explosions en série
- États-Unis /  Canada : 17 avril 2022 sur CBS / Global
- Belgique : 28 janvier 2023 sur Club RTL
- France : 31 janvier 2023 sur TF1

- États-Unis : 4,04 millions de téléspectateurs

Lorsqu'une série d'explosions meurtrières frappe partout dans Los Angeles, le SWAT s'unit pour traquer un activiste devenu terroriste.

### Épisode 18:L’Élément déclencheur
- États-Unis /  Canada : 24 avril 2022 sur CBS / Global
- Belgique : 28 janvier 2023 sur Club RTL
- France : 7 février 2023 sur TF1

- États-Unis : 4,19 millions de téléspectateurs

Lorsque Hicks est témoin de l'assassinat de son ami de longue date, un juge éminent, l'équipe se précipite pour trouver le tireur et déterminer pourquoi il a été pris pour cible.

### Épisode 19:Évasion en plein ciel
- États-Unis /  Canada : 1er mai 2022 sur CBS / Global
- Belgique : 4 février 2023 sur Club RTL
- France : 7 février 2023 sur TF1

- États-Unis : 3,88 millions de téléspectateurs

### Épisode 20:La Nouvelle Californie
- États-Unis /  Canada : 8 mai 2022 sur CBS / Global
- Belgique : 4 février 2023 sur Club RTL
- France : 7 février 2023 sur TF1

- États-Unis : 4,08 millions de téléspectateurs

### Épisode 21:Le Loup solitaire
- États-Unis /  Canada : 15 mai 2022 sur CBS / Global
- Belgique : 11 février 2023 sur Club RTL
- France : 14 février 2023 sur TF1

- États-Unis : 4,09 millions de téléspectateurs

Lorsqu'une invasion de domicile devient mortelle, l'équipe du SWAT se lance dans une course pour retrouver des artefacts antiques inestimables avant que d'autres vies ne soient perdues.

### Épisode 22:Sur le départ
- États-Unis /  Canada : 22 mai 2022 sur CBS / Global
- Belgique : 11 février 2023 sur Club RTL
- France : 14 février 2023 sur TF1

- États-Unis : 3,36 millions de téléspectateurs

- Cet épisode marque le départ de l'actrice Lina Esco.